# Robert Koller
Robert Koller ist ein ehemaliger tschechoslowakischer Basketballspieler und -trainer.

## Werdegang
Der 1,93 Meter große Koller spielte bei BK Slovan Bratislava, war dort Mannschaftskapitän und bestritt drei Länderspiele für die Tschechoslowakei. Im Juni 1969 wechselte der Slowake zu Fribourg Olympic in die Schweiz. Nach einem Jahr als Spieler wurde Koller 1970 Spielertrainer der Mannschaft und übte das Amt bis 1972 aus. Mit seiner Arbeitsweise führte er in der körperlichen und taktischen Spielvorbereitung bei Fribourg Olympic grundlegende Neuerungen ein. 1971 wurde er mit Fribourg Schweizer Meister. Im Spieljahr 1971/72 nahm er mit Olympic am Europapokal der Landesmeister teil.
1972 musste Koller mit seiner Familie in die Tschechoslowakei zurückkehren. Der beruflich als Wirtschaftsingenieur tätige Koller kam im Sommer 1973 wieder in die Schweiz und bat um politisches Asyl. Er und seine Familie wurden in Fribourg sesshaft. Koller gehörte zu den Gründern des Vereins Villars Basket in Villars-sur-Glâne, bei dem unter anderem Harold Mrazek und Kollers Sohn Patrick ihre Basketball-Ausbildung erhielten.